# 宮里ひろし
宮里ひろし（みやざと ひろし）は、沖縄出身ながら大阪で40年も活動を続けるフォークシンガー。

## 略歴
なぎらけんいち（現・なぎら健壱）がアルバム「葛飾にバッタを見た（1973年）」の中で「負け犬」という歌を取り上げ、彼の名前が知られるようになった。
1970年代前半から、『春一番コンサート』などに出演。
ひがしのひとし、古川豪、豊田勇造など同じ関西在住のフォークシンガーたちと交流。ひがしのひとし、古川豪、小林隆二郎、よしだたかし、中島光一らと後期URCを支える。
1975年、今井忍（アーリィタイムス・ストリングス・バンド）らをバックに従えファーストアルバム『長い旅がいやになる』でデビュー。
また、オムニバスアルバム『関西フォークの歴史』に「なさいます」「若いめおと」が収録される。
その後も地道なライヴ活動を続け、1990年頃は、阪急東通商店街の『ナンジャン』で歌い出す。
1995年から再開された「春一番コンサート」にも出演。
2001年から大阪でショットバー「Heaven HiLL（ヘブンヒル）」を経営。
2003年、28年ぶりにアルバム『Heaven HiLLにて』を発表。
2004年～2017年、Heaven HiLLを中心にライブを行う。
2017年9月26日、Heaven HiLL閉店。
2019年4月14日、「ハウスオブクレイジー 豊橋」でライブ。
2019年5月5日、「祝春一番2019」に参加。

## ディスコグラフィ

### アルバム
| 発売日        | アルバム | 規格 | 規格品番  | 備考                                      |
| URC           | URC | URC  | URC       | URC                                       |
| ------------- | --- | ---- | --------- | ----------------------------------------- |
| 1975年8月     | 長い旅がいやになる A面 1. やあ 2. 大阪 3. あの娘へ 4. 罪つくり 5. 気が合う仲間 6. ロマンチスト 7. 速達 B面 1. 長い旅がいやになる 2. ポケットラヴ 3. 詩人のうた 4. 日暮れブルース 5. 太陽は真上から照りつける 6. フレイトトレイン ボーナストラック 1. なさいます 2. 若いめおと | LP   | URG-4025  |                                           |
| 2013年4月24日 | 長い旅がいやになる A面 1. やあ 2. 大阪 3. あの娘へ 4. 罪つくり 5. 気が合う仲間 6. ロマンチスト 7. 速達 B面 1. 長い旅がいやになる 2. ポケットラヴ 3. 詩人のうた 4. 日暮れブルース 5. 太陽は真上から照りつける 6. フレイトトレイン ボーナストラック 1. なさいます 2. 若いめおと | HQCD | GRCL-6026 | 紙ジャケット仕様。 ボーナストラック付き。 |
|               | 長い旅がいやになる A面 1. やあ 2. 大阪 3. あの娘へ 4. 罪つくり 5. 気が合う仲間 6. ロマンチスト 7. 速達 B面 1. 長い旅がいやになる 2. ポケットラヴ 3. 詩人のうた 4. 日暮れブルース 5. 太陽は真上から照りつける 6. フレイトトレイン ボーナストラック 1. なさいます 2. 若いめおと | 配信 |           |                                           |
| 2003年        | Heaven HiLLにて 1. 庄内町 2. この青空に 3. えらい事してもた 4. 素敵と云われたい 5. Love Songs 6. がじゅまるの木の下で 7. ブラックコーヒー 8. 極楽とんぼ 9. ストリートシンガー 10. Heaven HiLLにて 11. おっちゃんは寝ている 12. へろへろ                                       | CD   | HH01      |                                           |

#### オムニバスアルバム
- 続 関西フォークの歴史 1966-1974（1977年、URC、URL-1044）-「なさいます」「若いめおと」収録。後に、2003年12月10日、avex-io.で再発。
- 関西フォークの歴史BOX＜初回生産限定盤＞（2006年3月1日、avex-io.、IOCD-40105）-「なさいます」「若いめおと」収録。